# بطولة العالم للجودو 2013
تدور أحداث بطولة العالم للجودو في ريو دي جانيرو في البرازيل من 26 أوت إلى غرّة سبتمبر.
تشارك في الدورة 123 دولة بمجموعة 420 رياضي و260 رياضية.

## الجدول الزمني
التوقيت في هذا الجدول حسب التوقيت المحلي للبرازيل
| التاريخ  | التوقيت | الحدث        |
| -------- | ------- | ------------ |
| 26 أوت   | 10:00   | رجال −60 كغ  |
| 26 أوت   | 10:00   | نساء −48 كغ  |
| 27 أوت   | 10:00   | رجال −66 كغ  |
| 27 أوت   | 10:00   | نساء −52 كغ  |
| 28 أوت   | 10:00   | رجال −73 كغ  |
| 28 أوت   | 10:00   | نساء −57 كغ  |
| 29 أوت   | 10:00   | رجال −81 كغ  |
| 29 أوت   | 10:00   | نساء −63 كغ  |
| 30 أوت   | 09:00   | رجال −90 كغ  |
| 30 أوت   | 09:00   | نساء −70 كغ  |
| 30 أوت   | 09:00   | نساء −78 كغ  |
| 31 أوت   | 09:00   | رجال −100 كغ |
| 31 أوت   | 09:00   | رجال +100 كغ |
| 31 أوت   | 09:00   | نساء +78 كغ  |
| 1 سبتمبر | 09:00   | منتخب رجال   |
| 1 سبتمبر | 09:00   | منتخب نساء   |

## روابط خارجية
- الموقع الرسمي للألعاب